# آتشکده آذرخش
آتشکده آذرخش یا مسجد سنگی یکی از آتشکده‌های خاموش ایران است. این آتشکده در پنج کیلومتری جنوب‌شرقی شهر داراب، در دامنهٔ کوه، ساخته‌شده، سازه‌ای شگفت‌انگیز با نمای چلیپا (صلیبی‌شکل) که امروزه به نام مسجد سنگی، خوانده می‌شود. مساحت این آتشکده ۴۲۰ مترمربع است که یکپارچه از کوه تراشیده شده و در فاصلهٔ چهارکیلومتری خاوری داراب و در روستای خیرآباد که مردم این روستا آنرا قصر دختر نیز می نامند واقع شده است.

## مشخصات معماری
بخشی از سقف این سازه باز است و در زیر آن حوض کم‌عمقی است. در بیرون این سازه، اتاق کوچکی در کوه ساخته شده که گویا جایگاه نگهبان آتشکده بوده‌است.
شهرستان داراب که نام قدیم آن دارابگرد بوده‌است در فاصله ۲۷۵ کیلومتری شرقی شیراز است.

## مشخصات تاریخی
برخی از پژوهشگران بر این باورند که آتشکدهٔ آذرخش در آغاز یکی از نیایشگاه‌های مهرپرستان آریایی بوده که در روزگار ساسانیان به آتشکده دگرگون شده‌است.

## تحولات در گذر زمان
در زمان محمدحسن مبارز به سال ۶۵۲ قمری، محرابی به این آتشگاه افزوده شده و از آن پس، این سازه مسجد شده‌است.
در نزدیکی آتشکدهٔ آذرخش، آسیابی در دل کوه ساخته شده‌است که از نظر معماری در نوع خود یگانه‌است. این آسیاب دارای دو تنوره بزرگ سنگی در بالای کوه‌است که از راه آنها آب وارد آسیاب می‌شده‌است.

## نقشه‌ها و تصاویر

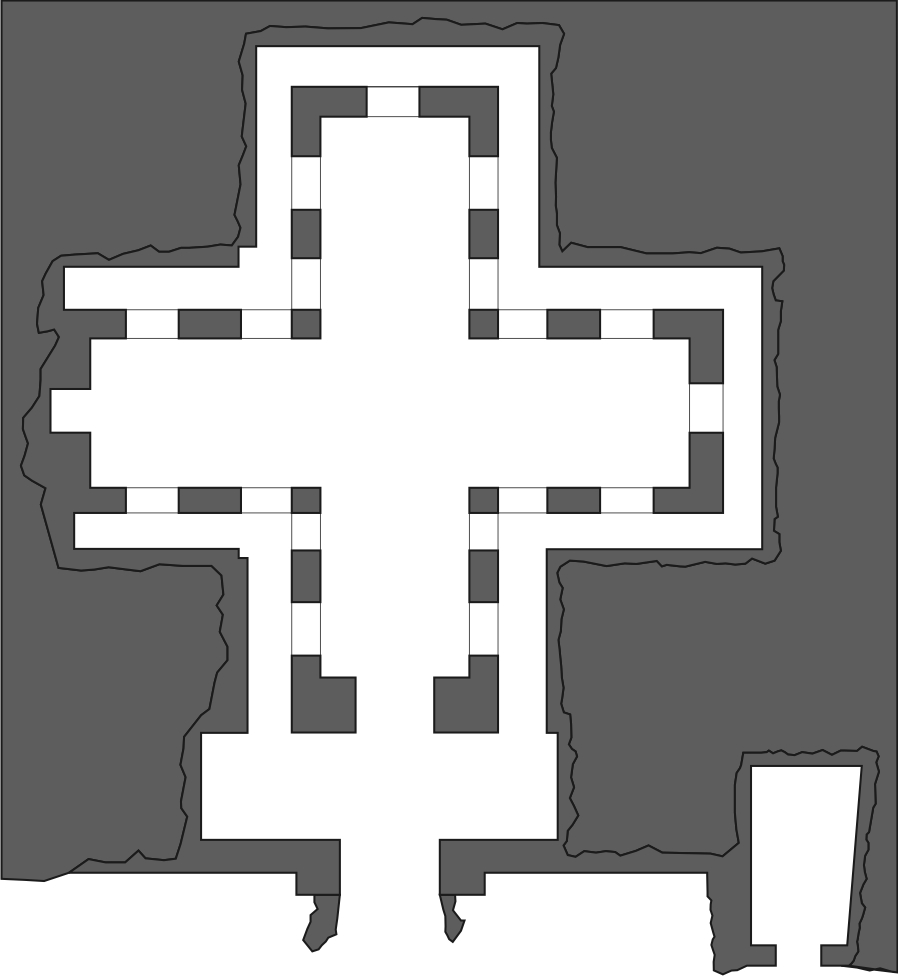
پلان آتشکده آذرخش
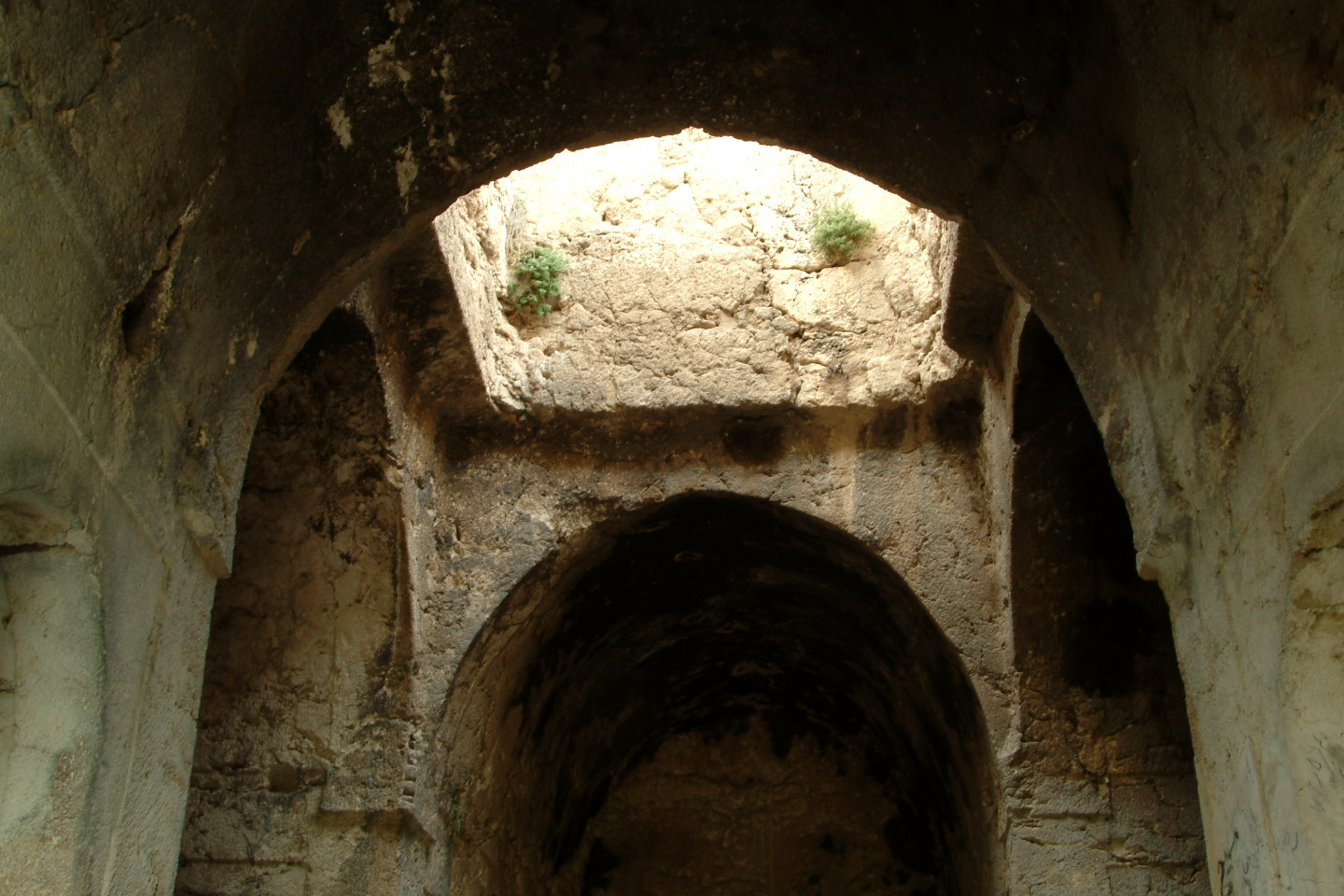
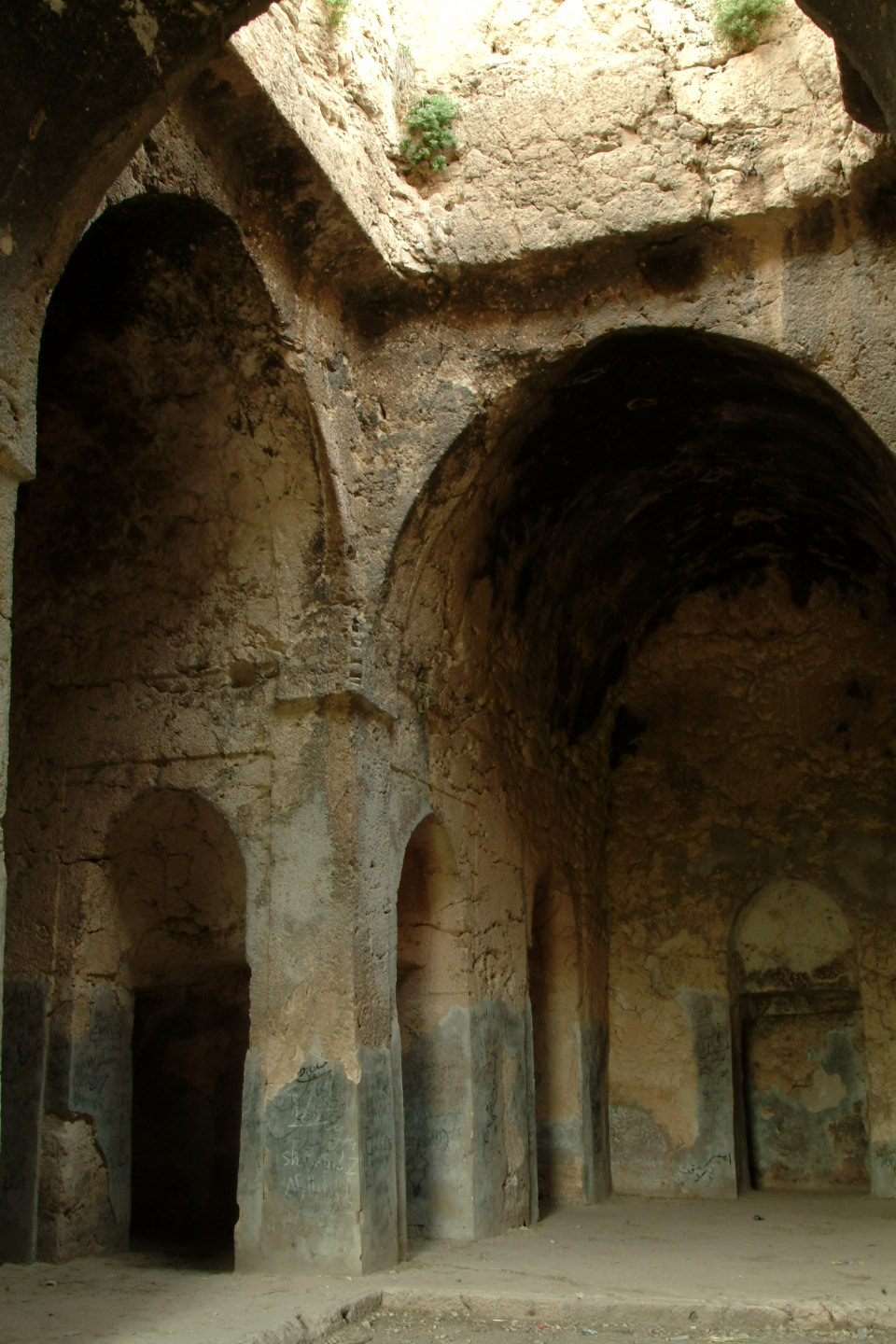
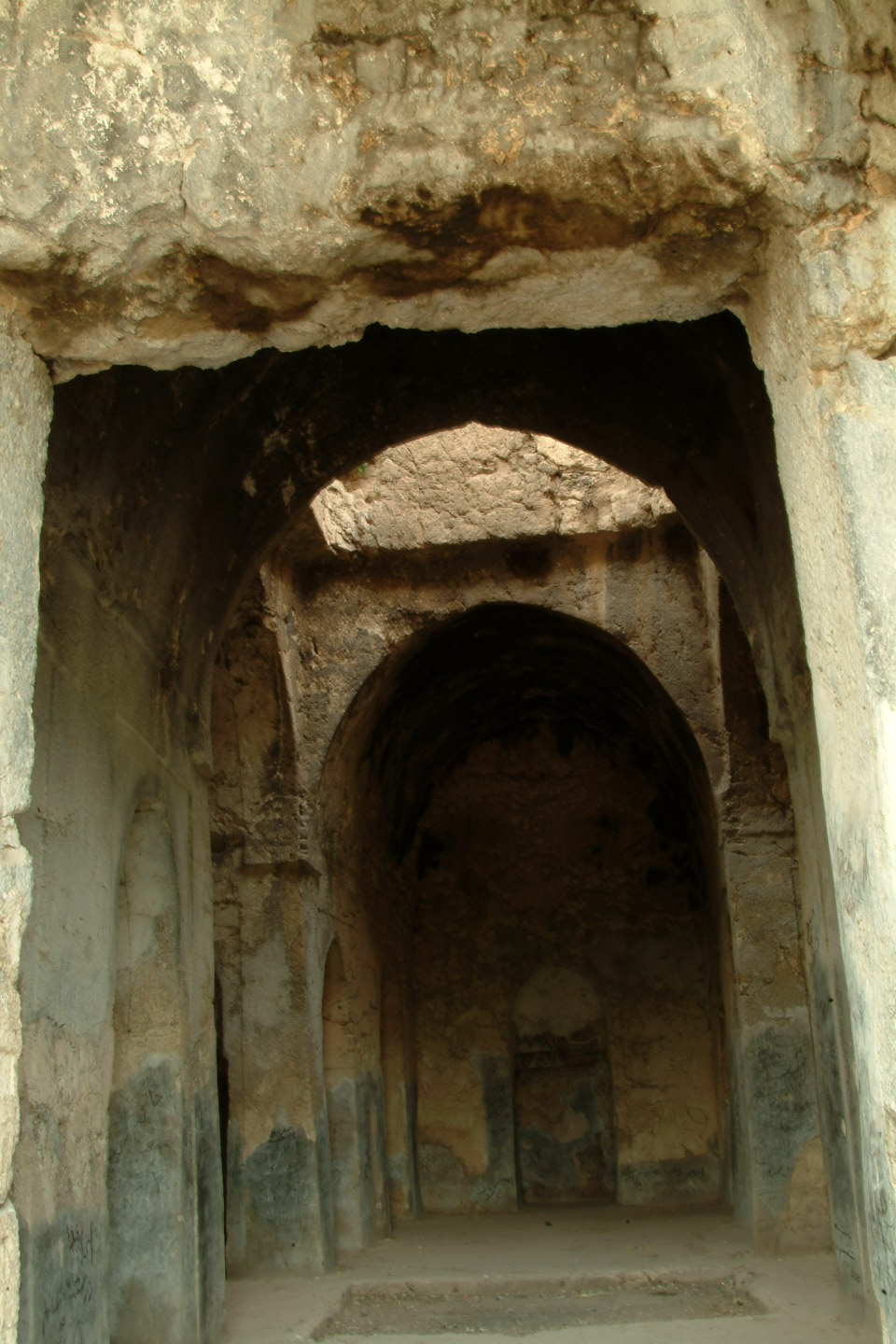